# Segunda Categoría de Pichincha 2017
El Campeonato Provincial de Segunda Categoría de Pichincha 2017 fue un torneo de fútbol en Ecuador en el cual compitieron equipos de la Provincia de Pichincha. El torneo fue organizado por la Asociación de Fútbol No Amateur de Pichincha (AFNA) y avalado por la Federación Ecuatoriana de Fútbol. El torneo dio inicio el 24 de marzo de 2017 y finalizó el 16 de julio. Participaron 11 clubes de fútbol y entregó 2 cupos al Zonal de Ascenso de la Segunda Categoría 2017.

## Sistema de campeonato
El sistema determinado por la Asociación de Fútbol No Amateur de Pichincha fue el siguiente:
Se jugó en un sistema de todos contra todos (22 fechas) ida y vuelta, el club que terminó primero fue campeón, el que terminó segundo fue vicecampeón; estos dos equipos clasificaron al Zonal de Ascenso de la Segunda Categoría 2017, mientras el equipo que terminó en el último lugar descendió a la Liga Amateur .

## Equipos participantes
| Equipos participantes                 | Equipos participantes   | Equipos participantes                                            |
| ------------------------------------- | ----------------------- | ---------------------------------------------------------------- |
|                                       |                         |                                                                  |
| Equipo                                | Ciudad                  | Estadio                                                          |
| Sociedad Deportivo Quito              | Quito                   | Estadio Olímpico Atahualpa                                       |
| Sociedad Deportiva Rayo               | Cayambe                 | Estadio Gilberto Rueda Bedoya                                    |
| Cuniburo Fútbol Club                  | Cayambe                 | Estadio Gilberto Rueda Bedoya                                    |
| Juventud Independiente de Tabacundo   | Tabacundo               | Estadio de la Liga Deporiva Cantonal de Tabacundo                |
| Cumbayá Fútbol Club                   | Cumbayá                 | Estadio Francisco Reinoso                                        |
| Universidad Internacional del Ecuador | Quito                   | Estadio Universitario Xavier Fernández                           |
| Club Deportivo Espoli                 | Quito                   | Estadio Olímpico Guillermo Albornoz                              |
| Club Deportivo Rumiñahui              | Machachi                | Estadio El Chan                                                  |
| Universidad San Francisco de Quito    | Cumbayá                 | Estadio Francisco Reinoso                                        |
| Galácticos Fútbol Club                | Pedro Vicente Maldonado | Estadio de la Liga Deportiva Cantonal de Pedro Vicente Maldonado |
| Club Deportivo Puerto Quito           | Puerto Quito            | Estadio de la Liga Deportiva Cantonal de Puerto Quito            |

## Equipos por cantón
| Cantón                  | N.º | Equipos                                                        |
| ----------------------- | --- | -------------------------------------------------------------- |
| Quito                   | 5   | - Deportivo Quito - Espoli - F. C. UIDE - USFQ - Cumbayá F. C. |
| Cayambe                 | 2   | - S. D. Rayo - Cuniburo F. C.                                  |
| Mejía                   | 1   | - Rumiñahui                                                    |
| Pedro Moncayo           | 1   | - JI de Tabacundo                                              |
| Puerto Quito            | 1   | - Puerto Quito                                                 |
| Pedro Vicente Maldonado | 1   | - Galácticos F. C.                                             |

## Clasificación
|                  |     | Equipo           | PJ | PG | PE | PP | GF | GC | DG  | PTS |
| ---------------- | --- | ---------------- | -- | -- | -- | -- | -- | -- | --- | --- |
| Bandera de Quito | 1.  | Espoli           | 20 | 13 | 5  | 2  | 44 | 12 | +32 | 44  |
|                  | 2.  | Puerto Quito     | 20 | 12 | 7  | 1  | 47 | 14 | +33 | 43  |
|                  | 3.  | Cuniburo F. C.   | 20 | 12 | 5  | 3  | 42 | 26 | +16 | 41  |
| Bandera de Quito | 4.  | Deportivo Quito  | 20 | 10 | 3  | 7  | 29 | 22 | +7  | 33  |
| Bandera de Quito | 5.  | Cumbayá F. C.    | 20 | 9  | 4  | 7  | 32 | 18 | +14 | 31  |
|                  | 6.  | S. D. Rayo       | 20 | 8  | 6  | 6  | 21 | 17 | +4  | 30  |
| Bandera de Quito | 7.  | F. C. UIDE       | 20 | 7  | 6  | 7  | 30 | 29 | +1  | 27  |
|                  | 8.  | JI de Tabacundo  | 20 | 5  | 5  | 10 | 22 | 38 | −16 | 20  |
|                  | 9.  | Rumiñahui        | 20 | 4  | 1  | 15 | 24 | 55 | −31 | 13  |
| Bandera de Quito | 10. | USFQ             | 20 | 2  | 6  | 12 | 28 | 49 | −21 | 12  |
|                  | 11. | Galácticos F. C. | 20 | 2  | 4  | 14 | 20 | 59 | −39 | 10  |

|  | Campeón y clasificado a los zonales de Segunda Categoría 2017.     |
|  | Vicecampeón y clasificado a los zonales de Segunda Categoría 2017. |

## Evolución de la clasificación
| Equipo / Jornada | 01 | 02 | 03 | 04 | 05 | 06 | 07 | 08 | 09 | 10 | 11 | 12 | 13 | 14 | 15 | 16 | 17 | 18 | 19 | 20 | 21 | 22 |
| ---------------- | -- | -- | -- | -- | -- | -- | -- | -- | -- | -- | -- | -- | -- | -- | -- | -- | -- | -- | -- | -- | -- | -- |
| Espoli           | 11 | 9  | 6  | 3  | 1  | 1  | 1  | 1  | 1  | 1  | 1  | 1  | 1  | 1  | 1  | 1  | 1  | 1  | 1  | 1  | 1  | 1  |
| Puerto Quito     | 6  | 2  | 2  | 1  | 3  | 3  | 2  | 3  | 4  | 3  | 2  | 2  | 3  | 3  | 3  | 3  | 3  | 3  | 3  | 3  | 3  | 2  |
| Cuniburo F. C.   | 5  | 3  | 3  | 2  | 4  | 5  | 3  | 2  | 2  | 2  | 3  | 3  | 2  | 2  | 2  | 2  | 2  | 2  | 2  | 2  | 2  | 3  |
| Deportivo Quito  | 3  | 1  | 1  | 4  | 2  | 2  | 4  | 5  | 3  | 5  | 4  | 4  | 4  | 4  | 4  | 4  | 4  | 4  | 5  | 5  | 5  | 4  |
| Cumbayá F. C.    | 2  | 4  | 4  | 5  | 7  | 4  | 5  | 7  | 7  | 7  | 7  | 6  | 5  | 6  | 6  | 7  | 5  | 5  | 4  | 4  | 4  | 5  |
| S. D. Rayo       | 8  | 11 | 10 | 8  | 6  | 6  | 6  | 4  | 5  | 4  | 5  | 5  | 6  | 5  | 5  | 5  | 7  | 6  | 6  | 6  | 6  | 6  |
| F. C. UIDE       | 4  | 7  | 5  | 6  | 5  | 7  | 8  | 6  | 6  | 6  | 6  | 7  | 7  | 7  | 7  | 6  | 6  | 7  | 7  | 7  | 7  | 7  |
| JI de Tabacundo  | 1  | 5  | 8  | 9  | 9  | 9  | 7  | 8  | 8  | 8  | 8  | 8  | 8  | 8  | 8  | 8  | 8  | 8  | 8  | 8  | 8  | 8  |
| Rumiñahui        | 9  | 8  | 7  | 7  | 8  | 8  | 9  | 9  | 9  | 9  | 9  | 9  | 9  | 9  | 9  | 9  | 9  | 9  | 9  | 9  | 9  | 9  |
| USFQ             | 10 | 10 | 11 | 11 | 11 | 11 | 11 | 11 | 11 | 11 | 11 | 11 | 11 | 11 | 11 | 11 | 11 | 11 | 11 | 11 | 11 | 10 |
| Galácticos F. C. | 7  | 6  | 9  | 10 | 10 | 10 | 10 | 10 | 10 | 10 | 10 | 10 | 10 | 10 | 10 | 10 | 10 | 10 | 10 | 10 | 10 | 11 |

## Resultados
| Cuniburo FC     | 2 - 2   | FC UIDE      | Casa de la Selección | 24 de marzo | 12:00   |
| Cumbayá FC      | 2 - 1   | Rumiñahui    | Francisco Reinoso    | 25 de marzo | 10:00   |
| Deportivo Quito | 1 - 0   | Espoli       | Olímpico Atahualpa   | 25 de marzo | 11:00   |
| Galácticos FC   | 1 - 1   | Puerto Quito | LDC de Puerto Quito  | 26 de marzo | 11:30   |
| JI de Tabacundo | 2 - 1   | USFQ         | LDC de Tabacundo     | 26 de marzo | 12:00   |
| Libre:          | SD Rayo | SD Rayo      | SD Rayo              | SD Rayo     | SD Rayo |

| USFQ         | 1 - 2   | Cuniburo FC     | Francisco Reinoso           | 8 de abril | 09:30   |
| Rumiñahui    | 0 - 0   | Galácticos FC   | El Chan                     | 8 de abril | 13:45   |
| SD Rayo      | 0 - 2   | Deportivo Quito | Olímpico Guillermo Albornoz | 9 de abril | 12:00   |
| Espoli       | 1 - 1   | Cumbayá FC      | San José de Minas           | 9 de abril | 12:00   |
| Puerto Quito | 6 - 0   | JI de Tabacundo | LDC de Puerto Quito         | 9 de abril | 12:00   |
| Libre:       | FC UIDE | FC UIDE         | FC UIDE                     | FC UIDE    | FC UIDE |

| FC UIDE         | 3 - 0           | USFQ            | UIDE                 | 12 de abril     | 11:00           |
| Galácticos FC   | 0 - 3           | Espoli          | LDC de Puerto Quito  | 12 de abril     | 11:30           |
| JI de Tabacundo | 0 - 2           | Rumiñahui       | LDC de Tabacundo     | 12 de abril     | 14:00           |
| Cuniburo FC     | 0 - 0           | Puerto Quito    | Casa de la Selección | 12 de abril     | 14:00           |
| Cumbayá FC      | 0 - 0           | SD Rayo         | Casa de la Selección | 12 de abril     | 18:00           |
| Libre:          | Deportivo Quito | Deportivo Quito | Deportivo Quito      | Deportivo Quito | Deportivo Quito |

| Rumiñahui       | 1 - 2 | Cuniburo FC     | El Chan                     | 15 de abril | 13:45 |
| Espoli          | 4 - 1 | JI de Tabacundo | Olímpico Guillermo Albornoz | 16 de abril | 11:00 |
| Puerto Quito    | 3 - 0 | FC UIDE         | LDC de Puerto Quito         | 16 de abril | 12:00 |
| SD Rayo         | 2 - 1 | Galácticos FC   | Gilberto Rueda Bedoya       | 16 de abril | 13:00 |
| Deportivo Quito | 1 - 1 | Cumbayá FC      | Olímpico Atahualpa          | 16 de abril | 16:00 |
| Libre:          | USFQ  | USFQ            | USFQ                        | USFQ        | USFQ  |

| Cuniburo FC     | 1 - 3      | Espoli          | Casa de la Selección        | 21 de abril | 11:00      |
| FC UIDE         | 4 - 1      | Rumiñahui       | UIDE                        | 21 de abril | 12:30      |
| USFQ            | 0 - 0      | Puerto Quito    | Francisco Reinoso           | 22 de abril | 09:30      |
| JI de Tabacundo | 1 - 2      | SD Rayo         | LDC de Tabacundo            | 22 de abril | 14:00      |
| Galácticos FC   | 0 - 3      | Deportivo Quito | Olímpico Guillermo Albornoz | 23 de abril | 13:30      |
| Libre:          | Cumbayá FC | Cumbayá FC      | Cumbayá FC                  | Cumbayá FC  | Cumbayá FC |

| Espoli          | 1 - 0        | FC UIDE         | Liga Parr. Guayllabamba | 26 de abril  | 12:00        |
| Rumiñahui       | 4 - 2        | USFQ            | El Chan                 | 26 de abril  | 14:00        |
| SD Rayo         | 1 - 1        | Cuniburo FC     | Gilberto Rueda Bedoya   | 26 de abril  | 14:00        |
| Cumbayá FC      | 2 - 1        | Galácticos FC   | Francisco Reinoso       | 26 de abril  | 14:00        |
| Deportivo Quito | 1 - 2        | JI de Tabacundo | Olímpico Atahualpa      | 26 de abril  | 16:00        |
| Libre:          | Puerto Quito | Puerto Quito    | Puerto Quito            | Puerto Quito | Puerto Quito |

| USFQ            | 1 - 2         | Espoli          | Francisco Reinoso    | 29 de abril   | 09:30         |
| FC UIDE         | 0 - 0         | SD Rayo         | UIDE                 | 30 de abril   | 10:00         |
| Cuniburo FC     | 4 - 3         | Deportivo Quito | Gonzalo Pozo Ripalda | 30 de abril   | 11:30         |
| JI de Tabacundo | 1 - 0         | Cumbayá FC      | LDC de Tabacundo     | 30 de abril   | 12:00         |
| Puerto Quito    | 9 - 0         | Rumiñahui       | LDC de Puerto Quito  | 30 de abril   | 12:00         |
| Libre:          | Galácticos FC | Galácticos FC   | Galácticos FC        | Galácticos FC | Galácticos FC |

| Cumbayá FC      | 1 - 2     | Cuniburo FC     | Francisco Reinoso           | 6 de mayo | 12:00     |
| Deportivo Quito | 1 - 1     | FC UIDE         | Olímpico Atahualpa          | 6 de mayo | 16:00     |
| Galácticos FC   | 2 - 1     | JI de Tabacundo | LDC de Puerto Quito         | 7 de mayo | 11:30     |
| Espoli          | 2 - 1     | Puerto Quito    | Olímpico Guillermo Albornoz | 7 de mayo | 12:00     |
| SD Rayo         | 3 - 0     | USFQ            | Gilberto Rueda Bedoya       | 7 de mayo | 13:00     |
| Libre:          | Rumiñahui | Rumiñahui       | Rumiñahui                   | Rumiñahui | Rumiñahui |

| Cuniburo FC  | 5 - 0           | Galácticos FC   | Casa de la Selección | 10 de mayo      | 10:00           |
| Puerto Quito | 0 - 0           | SD Rayo         | LDC de Puerto Quito  | 10 de mayo      | 12:00           |
| USFQ         | 2 - 3           | Deportivo Quito | General Rumiñahui    | 10 de mayo      | 19:00           |
| FC UIDE      | 0 - 2           | Cumbayá FC      | UIDE                 | 31 de mayo      | 10:30           |
| Rumiñahui    | 1 - 7           | Espoli          | El Chan              | 31 de mayo      | 14:00           |
| Libre:       | JI de Tabacundo | JI de Tabacundo | JI de Tabacundo      | JI de Tabacundo | JI de Tabacundo |

| Cumbayá FC      | 5 - 0  | USFQ         | Francisco Reinoso     | 13 de mayo | 12:00  |
| JI de Tabacundo | 1 - 0  | Cuniburo FC  | LDC de Tabacundo      | 13 de mayo | 13:00  |
| Galácticos FC   | 0 - 3  | FC UIDE      | LDC de Puerto Quito   | 13 de mayo | 13:30  |
| SD Rayo         | 2 - 1  | Rumiñahui    | Gilberto Rueda Bedoya | 13 de mayo | 14:00  |
| Deportivo Quito | 2 - 3  | Puerto Quito | Olímpico Atahualpa    | 13 de mayo | 16:00  |
| Libre:          | Espoli | Espoli       | Espoli                | Espoli     | Espoli |

| FC UIDE      | 2 - 0       | JI de Tabacundo | Casa de la Selección        | 19 de mayo  | 12:00       |
| USFQ         | 2 - 2       | Galácticos FC   | Francisco Reinoso           | 20 de mayo  | 09:30       |
| Rumiñahui    | 0 - 2       | Deportivo Quito | El Chan                     | 20 de mayo  | 13:00       |
| Espoli       | 1 - 0       | SD Rayo         | Olímpico Guillermo Albornoz | 20 de mayo  | 14:00       |
| Puerto Quito | 1 - 0       | Cumbayá FC      | LDC de Puerto Quito         | 21 de mayo  | 12:00       |
| Libre:       | Cuniburo FC | Cuniburo FC     | Cuniburo FC                 | Cuniburo FC | Cuniburo FC |

| FC UIDE      | 2 - 4   | Cuniburo FC     | UIDE                        | 25 de mayo | 10:30   |
| USFQ         | 2 - 2   | JI de Tabacundo | Francisco Reinoso           | 27 de mayo | 09:30   |
| Rumiñahui    | 0 - 2   | Cumbayá FC      | El Chan                     | 27 de mayo | 14:00   |
| Espoli       | 3 - 0   | Deportivo Quito | Olímpico Guillermo Albornoz | 27 de mayo | 14:00   |
| Puerto Quito | 3 - 1   | Galácticos FC   | LDC de Puerto Quito         | 28 de mayo | 12:00   |
| Libre:       | SD Rayo | SD Rayo         | SD Rayo                     | SD Rayo    | SD Rayo |

| Cuniburo FC     | 5 - 1   | USFQ         | Complejo IDV        | 1 de junio | 12:00   |
| Cumbayá FC      | 1 - 2   | Espoli       | Francisco Reinoso   | 3 de junio | 10:00   |
| Deportivo Quito | 1 - 0   | SD Rayo      | Olímpico Atahualpa  | 3 de junio | 10:00   |
| JI de Tabacundo | 2 - 2   | Puerto Quito | LDC de Tabacundo    | 3 de junio | 14:00   |
| Galácticos FC   | 0 - 3   | Rumiñahui    | LDC de Puerto Quito | 4 de junio | 11:30   |
| Libre:          | FC UIDE | FC UIDE      | FC UIDE             | FC UIDE    | FC UIDE |

| USFQ         | 1 - 1           | FC UIDE         | Francisco Reinoso           | 7 de junio      | 12:00           |
| Puerto Quito | 1 - 1           | Cuniburo FC     | LDC de Puerto Quito         | 7 de junio      | 12:30           |
| SD Rayo      | 1 - 0           | Cumbayá FC      | Gilberto Rueda Bedoya       | 7 de junio      | 14:00           |
| Rumiñahui    | 3 - 1           | JI de Tabacundo | El Chan                     | 7 de junio      | 14:00           |
| Espoli       | 5 - 0           | Galácticos FC   | Olímpico Guillermo Albornoz | 28 de junio     | 12:00           |
| Libre:       | Deportivo Quito | Deportivo Quito | Deportivo Quito             | Deportivo Quito | Deportivo Quito |

| FC UIDE         | 2 - 3 | Puerto Quito    | UIDE                 | 10 de junio | 10:00 |
| JI de Tabacundo | 1 - 1 | Espoli          | LDC de Tabacundo     | 10 de junio | 14:00 |
| Cuniburo FC     | 4 - 2 | Rumiñahui       | Casa de la Selección | 11 de junio | 09:00 |
| Galácticos FC   | 3 - 2 | SD Rayo         | LDC de Puerto Quito  | 11 de junio | 11:30 |
| Cumbayá FC      | 0 - 1 | Deportivo Quito | Francisco Reinoso    | 11 de junio | 14:00 |
| Libre:          | USFQ  | USFQ            | USFQ                 | USFQ        | USFQ  |

| Puerto Quito    | 1 - 1      | USFQ            | LDC de Puerto Quito         | 17 de junio | 13:00      |
| Espoli          | 0 - 0      | Cuniburo FC     | Olímpico Guillermo Albornoz | 17 de junio | 14:00      |
| Rumiñahui       | 1 - 2      | FC UIDE         | EL Chan                     | 17 de junio | 14:00      |
| Deportivo Quito | 1 - 0      | Galácticos FC   | Olímpico Atahualpa          | 17 de junio | 16:00      |
| SD Rayo         | 0 - 0      | JI de Tabacundo | Gilberto Rueda Bedoya       | 18 de junio | 12:00      |
| Libre:          | Cumbayá FC | Cumbayá FC      | Cumbayá FC                  | Cumbayá FC  | Cumbayá FC |

| Cuniburo FC     | 2 - 1        | SD Rayo         | Casa de la Selección | 21 de junio  | 09:00        |
| FC UIDE         | 0 - 0        | Espoli          | UIDE                 | 21 de junio  | 10:30        |
| USFQ            | 3 - 2        | Rumiñahui       | Francisco Reinoso    | 21 de junio  | 11:00        |
| JI de Tabacundo | 1 - 0        | Deportivo Quito | LDC de Tabacundo     | 21 de junio  | 14:00        |
| Galácticos FC   | 1 - 5        | Cumbayá FC      | LDC de Puerto Quito  | 21 de junio  | 14:00        |
| Libre:          | Puerto Quito | Puerto Quito    | Puerto Quito         | Puerto Quito | Puerto Quito |

| Cumbayá FC      | 2 - 0         | JI de Tabacundo | Francisco Reinoso           | 24 de junio   | 12:00         |
| Espoli          | 4 - 0         | USFQ            | Olímpico Guillermo Albornoz | 24 de junio   | 14:00         |
| Rumiñahui       | 1 - 5         | Puerto Quito    | El Chan                     | 24 de junio   | 14:00         |
| SD Rayo         | 3 - 1         | FC UIDE         | Gilberto Rueda Bedoya       | 24 de junio   | 14:00         |
| Deportivo Quito | 0 - 1         | Cuniburo FC     | Olímpico Atahualpa          | 25 de junio   | 12:00         |
| Libre:          | Galácticos FC | Galácticos FC   | Galácticos FC               | Galácticos FC | Galácticos FC |

| Cuniburo FC     | 0 - 4     | Cumbayá FC      | Casa de la Selección | 30 de junio | 11:00     |
| USFQ            | 0 - 1     | SD Rayo         | Francisco Reinoso    | 1 de julio  | 09:30     |
| JI de Tabacundo | 3 - 3     | Galácticos FC   | LDC de Tabacundo     | 1 de julio  | 14:00     |
| FC UIDE         | 1 - 1     | Deportivo Quito | General Rumiñahui    | 2 de julio  | 12:00     |
| Puerto Quito    | 1 - 0     | Espoli          | LDC de Puerto Quito  | 2 de julio  | 12:30     |
| Libre:          | Rumiñahui | Rumiñahui       | Rumiñahui            | Rumiñahui   | Rumiñahui |

| Cumbayá FC      | 2 - 0           | FC UIDE         | Francisco Reinoso           | 5 de julio      | 12:00           |
| Espoli          | 4 - 1           | Rumiñahui       | Olímpico Guillermo Albornoz | 5 de julio      | 12:00           |
| Galácticos FC   | 0 - 3           | Cuniburo FC     | LDC de Puerto Quito         | 5 de julio      | 12:00           |
| SD Rayo         | 1 - 2           | Puerto Quito    | Gilberto Rueda Bedoya       | 5 de julio      | 14:00           |
| Deportivo Quito | 3 - 1           | USFQ            | Olímpico Atahualpa          | 5 de julio      | 19:30           |
| Libre:          | JI de Tabacundo | JI de Tabacundo | JI de Tabacundo             | JI de Tabacundo | JI de Tabacundo |

| USFQ         | 2 - 2  | Cumbayá FC      | Francisco Reinoso   | 8 de julio | 09:30  |
| Rumiñahui    | 0 - 1  | SD Rayo         | El Chan             | 8 de julio | 14:00  |
| FC UIDE      | 4 - 3  | Galácticos FC   | UIDE                | 9 de julio | 10:00  |
| Puerto Quito | 2 - 0  | Deportivo Quito | LDC de Puerto Quito | 9 de julio | 12:00  |
| Cuniburo FC  | 3 - 2  | JI de Tabacundo | Lumbisí             | 9 de julio | 12:00  |
| Libre:       | Espoli | Espoli          | Espoli              | Espoli     | Espoli |

| Deportivo Quito | 3 - 0       | Rumiñahui    | Olímpico Atahualpa    | 14 de julio | 20:00       |
| Cumbayá FC      | 0 - 3       | Puerto Quito | Francisco Reinoso     | 15 de julio | 12:00       |
| JI de Tabacundo | 1 - 2       | FC UIDE      | LDC de Tabacundo      | 15 de julio | 14:00       |
| SD Rayo         | 1 - 1       | Espoli       | Gilberto Rueda Bedoya | 15 de julio | 14:00       |
| Galácticos FC   | 2 - 8       | USFQ         | LDC de Puerto Quito   | 16 de julio | 13:00       |
| Libre:          | Cuniburo FC | Cuniburo FC  | Cuniburo FC           | Cuniburo FC | Cuniburo FC |

## Campeón
| Bandera de Quito |
| Club Deportivo Espoli 3.er título Clasifica a los zonales de la Segunda Categoría 2017 - También clasifica Club Deportivo Puerto Quito como vicecampeón. |